# 珊蒂·米契爾
珊蒂·米契爾，是一名加拿大小說家及短片導演，畢業於戴爾豪斯大學英文系和戲劇系其處女作《崩裂的天空》一出版，即獲得2010年大不列顛國協作家獎最徍小說等多個獎項。除此之外，她所執導的短片亦多次獲獎，當中包括加拿大國家電影學院戲劇獎。